# Eudorylas angustipennis
Eudorylas angustipennis är en tvåvingeart som först beskrevs av Kertesz 1903.  Eudorylas angustipennis ingår i släktet Eudorylas och familjen ögonflugor.
Artens utbredningsområde är Sri Lanka. Inga underarter finns listade i Catalogue of Life.